# Марикіна
Марикіна (ісп. Mariquina) — комуна в Чилі. Адміністративний центр комуни — місто Сан-Хосе-де-Марикіна. Населення — 7790 осіб (2002). Місто і комуна входить до складу провінції Вальдивія і регіону Лос-Ріос.
Територія комуни — 1320,50 км². Чисельність населення - 18 582 осіб (2007). Щільність населення - 14,07 чол./км².

## Розташування
Комуна розташований за 38 км на північний схід від адміністративного центру області міста Вальдивія.
Комуна межує:
- на півночі - з комуною Тольтен
- на північному сході - з комуною Лонкоче
- на сході — з комуною Ланко
- на півдні - з комунами Мафіль, Вальдивія

На заході комуни розташований Тихий океан.

## Демографія
Згідно з даними, зібраними під час перепису Національним інститутом статистики, населення комуни становить 18 582 особи, з яких 9447 чоловіків та 9135 жінок.
Населення комуни становить 4,97% від загальної чисельності населення регіону Лос-Ріос 45,97% належить до сільського населення і 54,03% - міське населення.

### Найважливіші населені пункти комуни
- Сан-Хосе-де-ла-Марикіна (місто) — 7790 мешканців
- Меуїн(селище) — 1135 мешканців